# Leptodrusus budtzi
Leptodrusus budtzi är en nattsländeart som först beskrevs av Georg Ulmer 1913.  Leptodrusus budtzi ingår i släktet Leptodrusus och familjen husmasknattsländor. Inga underarter finns listade i Catalogue of Life.